# Gerard Vergés
Gerard Vergés Príncep (Tortosa, 1931- 23 de abril de 2014) fue doctor en farmacia y profesor universitario, además de escritor en lengua catalana.

## Biografía
Cofundador de la revista Géminis (1952-1961), fue un articulista habitual en los diarios de Tortosa y en el periódico Avui. Miembro de la Real Academia de Farmacia de Cataluña (2001) y Premio Josep Trueta al mérito sanitario (2003), su primer libro publicado, el poemario L'ombra rogenca de la lloba, (1981), fue ganador del Premio Carles Riba de poesía. En 1997 fue galardonado con la Creu de Sant Jordi. En 2009 su localidad natal le otorgó la Medalla de Oro. Como traductor, destaca su versión de todos los sonetos de William Shakespeare.

## Obra

### Poesía
- 1982 L'ombra rogenca de la lloba (Edicions Proa)
- 1986 Long play per a una ànima trista (Edicions Proa)
- 1988 Lliri entre cards (Edicions Tres i Quatre)
- 2002 La insostenible lleugeresa del vers (DVD)
- 2005 La raíz de la mandrágora. (La Posía, Señor Hidalgo) Traducción al castellano de los cuatro libros anteriores por Ramón García Mateos. Edición bilingüe supervisada por el autor.
- 2014 El Jardí de les Delícies (Arola Editors)

### Biografía y ensayo
- 1983 El pintor tortosí Antoni Casanova (véase Antonio Casanova y Estorach)
- 1986 Tretze biografies imperfectes (Destino)
- 1991 Eros i art (Edicions 62)
- 2010 Alfabet per a adults  (Perifèric Edicions)

## Sobre su obra
- 2009 La poesia de Gerard Vergés (Ajuntament de Cambrils, Universitat Rovira i Virgili)
- 2010 Jo sóc aquell que em dic Gerard (Terres de l'Ebre, Editorial Petròpolis)

## Premios literarios
- 1981 Premio Carles Riba de poesía por L'ombra rogenca de la lloba
- 1985 Premio Josep Pla por Tretze biografies imperfectes
- 1990 Premio Josep Vallverdú de ensayo por Eros i art
- 1994 Premio Crítica Serra d'Or por la traducción Tots els sonets de Shakespeare